# Доритос
Доритос је амерички бренд ароматизованих тортиља чипса произведених од 1964, у потпуном власништву филијале Пепсико. Оригинални Доритос нису били ароматизовани. Први укус је био тостирани кукуруз, објављен 1966. године, затим тако 1967. г. и начо сир 1972. Други специјални укуси почели су да дебитују током касних 1980-их. Концепт за Доритос је настао у ресторану у Дизниленду.
Доритос је такође постао познат по својим маркетиншким кампањама, укључујући многе рекламе емитоване током Супербоула.

## Историја
Израз дорито је контракција од шпанског doradito(дорадито) (мала пржена и златна ствар), што је умањеница од dorado(дорадо) (пржена и златна ствар).
Оригинални производ је направљен у Каса де Фритос (сада Ранчо Дел Зокало) у Дизниленду у Анахајму, Калифорнија, током раних 1960-их. Користећи вишак тортиља и узимајући оригиналну идеју од традиционалне мексичке грицкалице познате као тотопо , ресторан у власништву компаније их је исекао, испржио и додао основне зачине, али у овом случају суве. Арч Вест је у то време био потпредседник маркетинга Фрито-Леја и приметио је њихову популарност. Склопио је уговор 1964. са Алек Фудсом, добављачем многих артикала за Каса де Фритос у Дизниленду, и производио је чипс на кратко у региону, пре него што је био преоптерећен обимом, а Фрито-Леј је преместио производњу у својој фабрици у Талси.
Доритос је пуштен у продају широм земље 1966. године, први тортиља чип који је лансиран на националном нивоу у Сједињеним Државама.
Према Information Resources International, 1993. године, Доритос је зарадио 1,2 милијарде долара у малопродаји, једну трећину укупне Фрито-Леј продаје за годину. Ипак, у најскупљем редизајнирању у историји Фрито-Леја, 1994. године компанија је потрошила 50 милиона долара на редизајн Доритоса како би чипови били 20% већи, 15% тањи и заобљене ивице чипса. Роџер Бердуско, потпредседник маркетинга тортиља чипса, рекао је да је примарни разлог за промену „већа конкуренција тортиља чипса у ресторанском стилу, који је већи и јаче зачињен“. Промена дизајна је резултат двогодишњег истраживања тржишта у којем је учествовало 5.000 људи који једу чипс. Нови дизајн је дао сваком чипу заобљене углове, што га чини лакшим за јело и смањује остатке који настају услед поломљених углова. Сваки чипс је такође добио више зачина, што је резултирало јачим укусом. Редизајнирани чипс је пуштен у продају у четири укуса почевши од јануара 1995.
У Сједињеним Државама, Фрито-Леј је елиминисао масти из свих сорти Доритоса 2002. године. Исте године, бренд Доритос је почео да се придржава прописа америчке Управе за храну и лекове, четири године пре него што су прописи постали обавезни.
Компанију је 1993. године тужио Чарлс Грејди, који је тврдио да му је грло оштећено док је јео Доритос. Према његовој тужби, облик и крутост чипова чинили су их сами по себи опасним. Грејди је покушао да у спис уврсти студију бившег професора хемије која је израчунала како је најбоље безбедно прогутати чипс. Врховни суд Пенсилваније је касније пресудио да студија није испунила научне стандарде и да се не може представити као доказ.
У 2005. години, продаја Доритоса у Сједињеним Државама пала је за 1,7% на 595 милиона долара. Да би повећала продају у 2006. години, компанија је лансирала неколико нових укуса, нову етикету и више двојезичног оглашавања. Потпредседник Фрито-Леја Џо Енен описао је ово као „најзначајније ребрендирање и поновно покретање у Доритосовој 38-годишњој историји“.
21. фебруара 2013. поново је промењен лого Доритоса и усвојен је рекламни слоган „ЗА СМЕЛЕ“.
У 2015. години, Доритос је представио ограничено издање дугиних Доритос производа, који је био доступан само онима који дају минималну донацију од 10 долара пројекту It gets better, непрофитној организацији која подржава ЛГБТ заједницу. Промоција је прикупила 100.000 долара за организацију, упркос неким контроверзама.